# Hussein bin Abdullah
Hussein bin Abdullah (arabiska:  حسين بن  عبد الله), född 28 juni 1994 i Amman, är Jordaniens kronprins och äldste son till Abdullah II av Jordanien och Rania av Jordanien. Han tillhör den hashimitiska dynastin. Hussein ersatte sin halvfarbror prins Hamzah som tronföljare 2004 och gavs titeln som kronprins 2009. Sedan han nådde myndighetsålder 2012 har han representerat kungahuset vid flera officiella tillfällen.
Kronprins Hussein har fått sitt namn efter sin farfar kung Hussein. Han har tre yngre syskon, prinsessan Iman (född 1996), prinsessan Salma (född 2000) och prins Hashem (född 2005).
Han har studerat vid King’s Academy i Amman och tog examen 2012. År 2016 avlade han examen i internationell historia vid Georgetown University i Washington, D.C och året därpå avlade han examen vid Royal Military Academy Sandhurst. Kronprins Hussein är premiärlöjtnant i Jordaniens armé.
Kronprins Hussein uppges vara den 42:e generationens direkta ättling till profeten Muhammed.

## Officiella plikter
Hussein utförde sitt första officiella engagemang i juni 2010, när han representerade sin pappa vid firandet av årsdagen för den arabiska revolten och försvarsdagen.
Hussein ansvarar för Kronprinsstiftelsen, som ansvarar för ett tekniskt universitet och ett antal vetenskapliga och humanitära initiativ. Stiftelsen etablerade Haqiq-initiativet, som syftar till att uppmuntra ungdomar till att bli volontärer; ett NASA praktikprogram; MASAR-initiativ för att uppmuntra rymdteknologisk innovation; och initiativet hörsel utan gränser som finansierar hörselsnäcka implantat för jordanier med nedsatt hörsel. Praktikanterna från NASA-programmet har börjat bygga en cubesat (mini-satellit) som heter JY1, Jordaniens första satellit planeras att starta 2018.[uppföljning saknas] Cubesatprojektet är uppkallad efter kungen Husseins amatörradioanropssignal.
Den 14 juli 2014 besökte Hussein kung Hussein Medical Center i Amman där några skadade palestinier som flydde från Gazaremsan fick medicinsk behandling.
Den 23 april 2015 blev den då 20-årige prins Hussein den yngsta personen som någonsin varit ordförande för FN:s säkerhetsråd sammanträde. Under mötet övervakade han en debatt om metoder för att hindra ungdomar från att gå med i extremistiska grupper. Ban Ki-moon, den då FN:s generalsekreterare sade Hussein är "ännu inte 21 år gammal, men han är redan en ledare på 2000-talet". Säkerhetsrådet antog enhälligt resolution 2250 med titeln "Stöd av internationell fred och säkerhet"; resolutionen presenterades på Jordaniens initiativ under mötet Hussein var ordförande för.
Hussein är gift med Rajwa Al Saif som är arkitekt från Saudiarabien. Paret gifte sig den 1 juni 2023 i Zahranslottet i Amman där Husseins föräldrar också gifte sig år 1993. Sverige representerades av kronprinsessan Victoria och prins Daniel. Den 3 augusti 2024 föddes kronprinsparets första barn, prinsessan Iman. Hon är det första barnbarnet till kung Abdullah och drottning Rania.

## Utmärkelser
- Självständighetsorden (Jordanien, 2020)[16]
- Statens hundraårsjubileums orden (Jordanien, 2021)[16]
- Nordstjärneorden (Sverige, 2022)[17]
- Sankt Olavs orden (Norge, 2020)[18]